# Portaequipatges

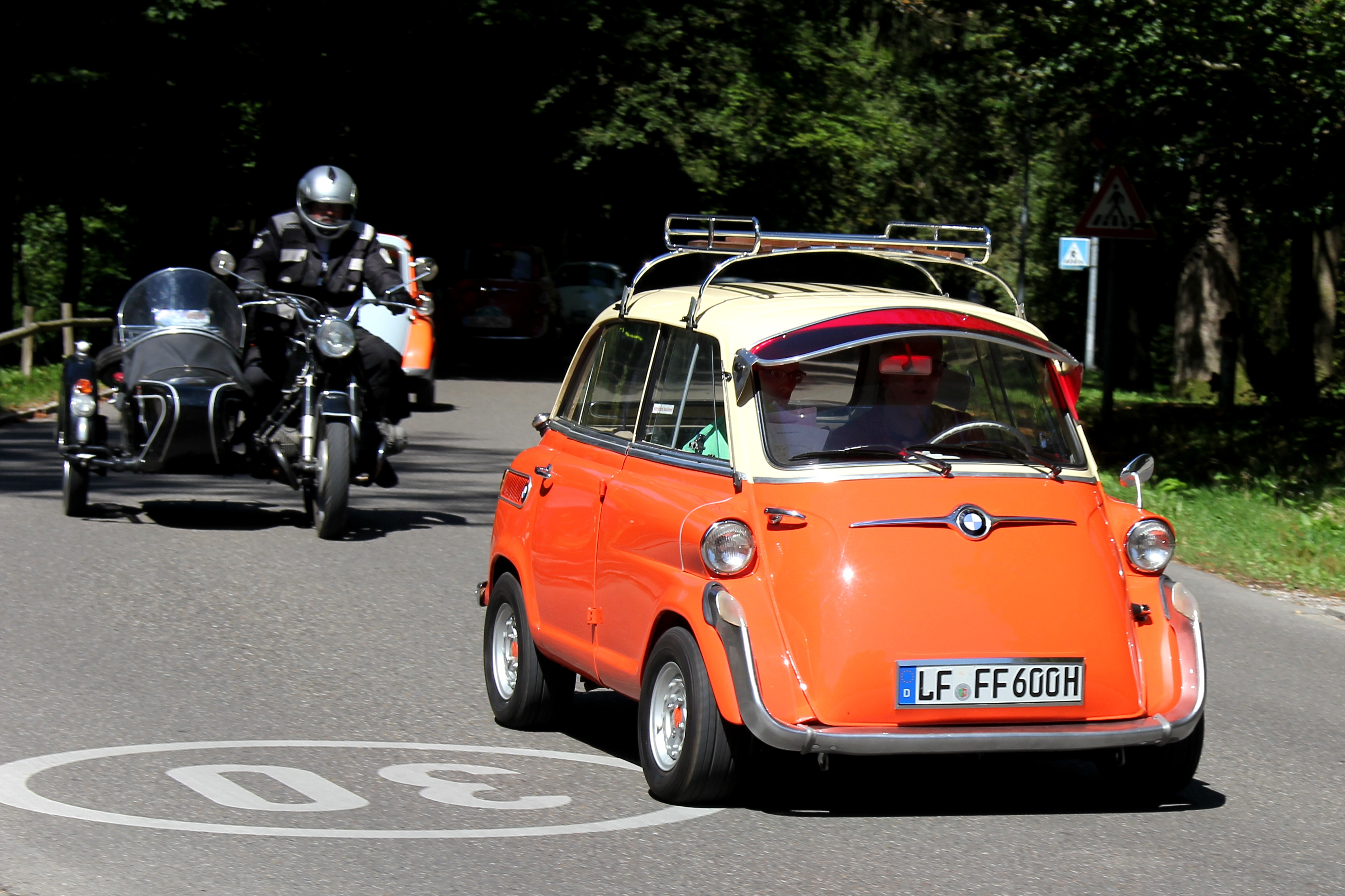
BMW 600 amb una baca clàssica

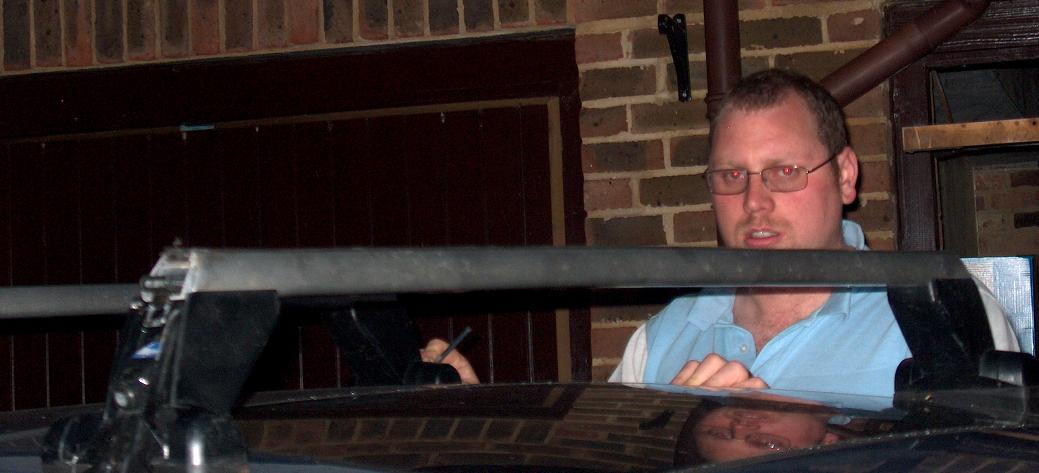
Fixació d'unes barres de sostre sobre un cotxe

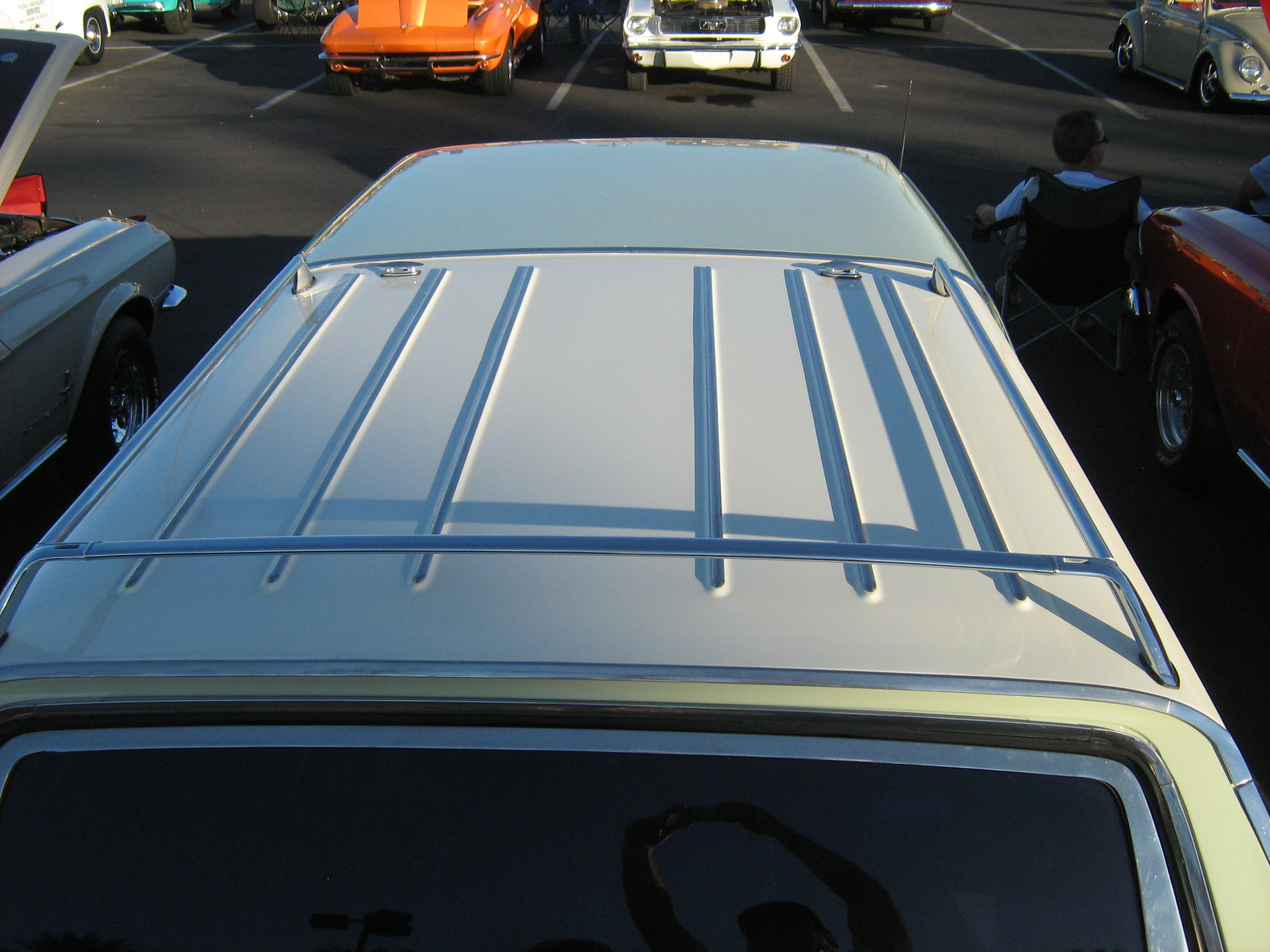
Barres de sostre instal·lades de fàbrica en una camioneta

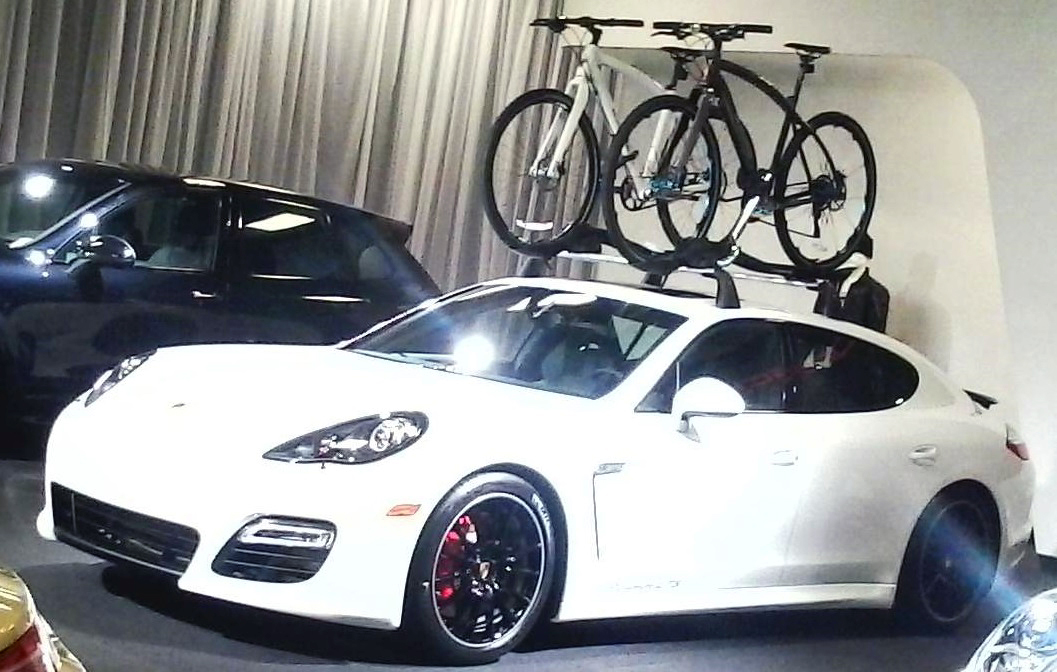
Dues bicicletes sobre un porta-bicicletes

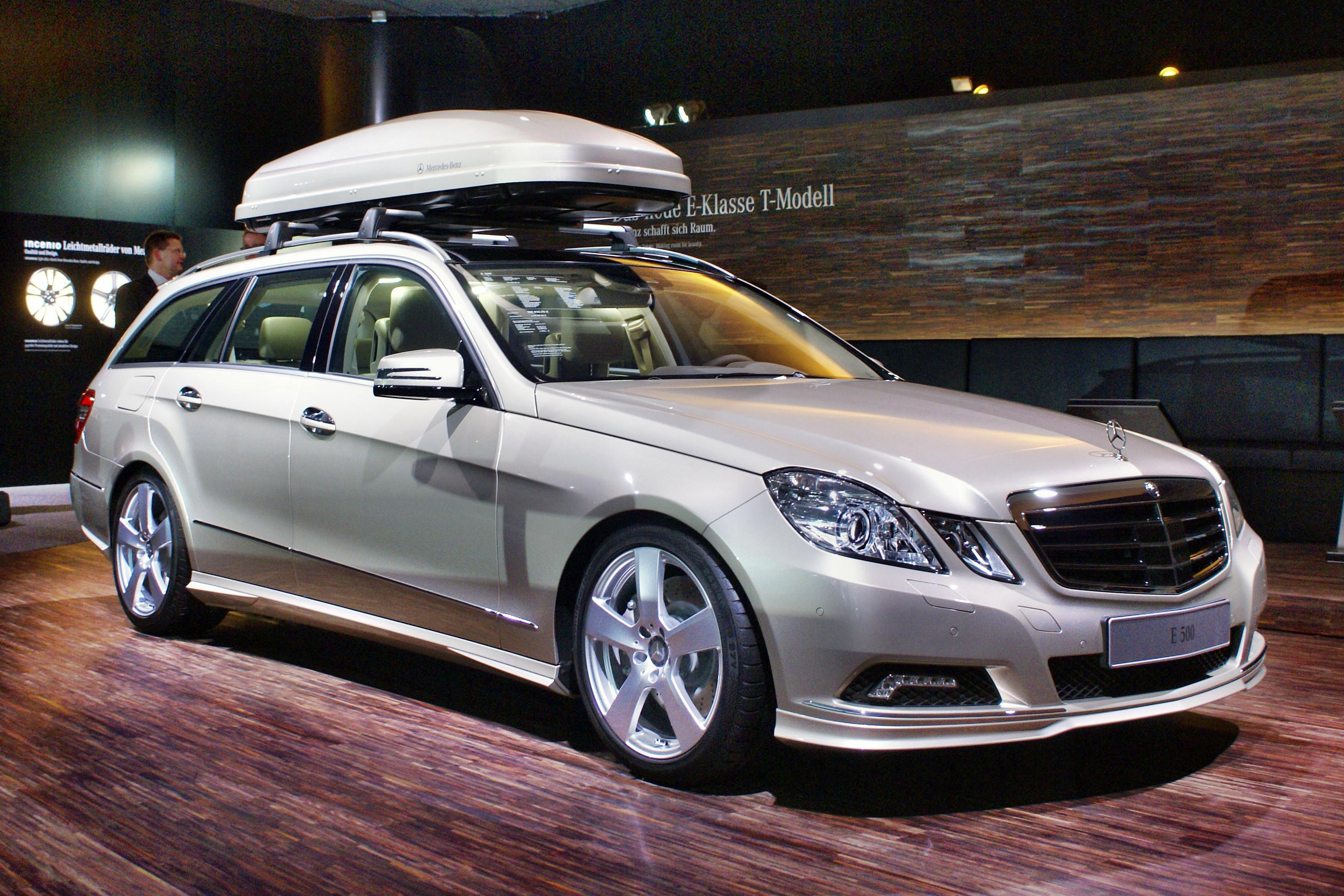
Cofre tancat fixat a unes barres de sostre instal·lades de fàbrica

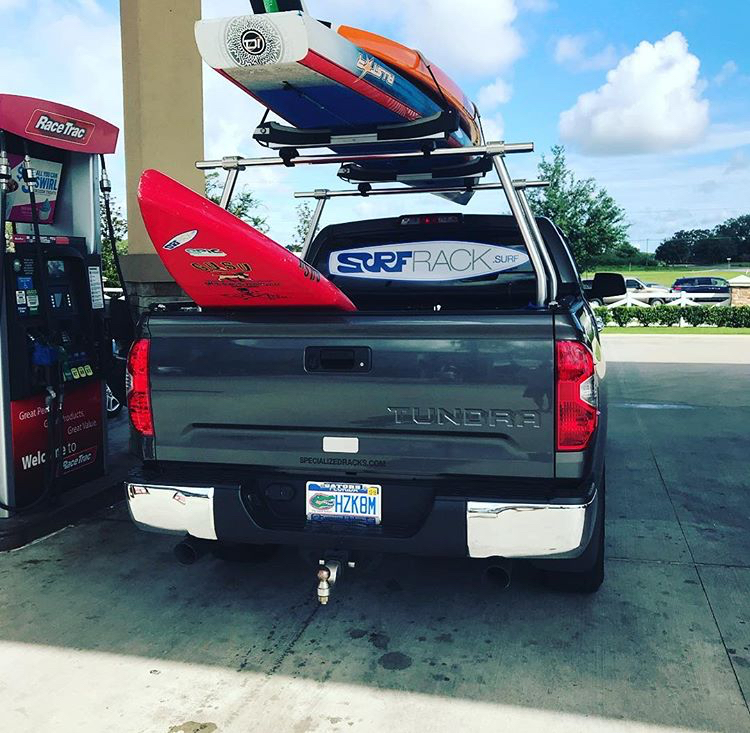
Portaequipatges especialitzat sobre una pick-up

Una baca o portaequipatges és un conjunt de barres subjectes al sostre d'un automòbil. S'utilitza per poder transportar objectes voluminosos com equipatges, bicicletes, patinets elèctrics, autopeds, canoes, caiacs, esquís, taules de surf o diversos tipus de contenidors.
Permeten als usuaris d'un automòbil transportar objectes al sostre del vehicle sense reduir l'espai interior per als ocupants ni els límits de volum de la zona de càrrega, com el típic del maleter del cotxe. Entre els accessoris adaptables hi ha contenidors impermeables fixats sobre barres de sostre, alguns dissenyats per a càrrega específica, com ara esquís o equipatge.

## Història
Hi ha una llarga història d'ús dels portaequipatges i els seus dissenys.
Fins a finals de la dècada de 1970, gairebé tots els automòbils regulars de passatgers tenien canalons de pluja. Aquests canalons estan formats per una canaleta soldada (llavi elevat) als costats esquerre i dret del panell metàl·lic del sostre del cotxe. Això va fer que l'acoblament d'un accessori o portaequipatges o brres de sostre fos un procés relativament senzill.
Els primers cotxes de producció en massa sense cap canal de pluja visible van ser l' AMC Pacer de 1975 i el Chevrolet Monza. Durant la dècada de 1980 es van introduir al mercat altres vehicles amb canalons ocults i, el 1990, els vehicles amb canalons externs van esdevenir poc freqüents.
Els proveïdors de portaequipatges van desenvolupar nous productes dissenyats per connectar-los de manera segura als diferents tipus de sostres d'automòbils.

## Barres de sostre
Són els components més comuns emprats com portaequipatges actualment. Són unes barres transversals, amb unes peces d'ajust per fixar-les a un vehicle específic.
Hi ha diferents tipus de barres de sostre, segons el sostre del vehicle:
- Canaleta de pluja: els models més antics normalment es muntaven directament al canal que envolta la línia del sostre.
- Sostre nu: a molts vehicles moderns, que no tenen canalons, s'hi poden instal·lar unes barres de sostre fixant ganxos a la part superior dels marcs de la porta.
- Punt fix: alguns automòbils tenen accessoris per a barres de sostre patentats que s'acoblen amb unes puntes reforçades al sostre o tenen forats de rosca preparats.
- Baranes laterals: vehicles amb baranes instal·lades de fàbrica, que poden estar enrasades contra el sostre o aixecades d'aquest, que discorren de davant a darrere enganxades al sostre.
- Barres transversals: alguns vehicles tenen un Barres transversals permanents instal·lades de fàbrica.

## Utilització
Hi ha molts factors en la selecció i l'ús dels portaequipatges: el seu pes i resistència, el perfil de càrrega i descàrrega, així com els accessoris disponibles.
Els portaequipatges augmenten la resistència a l'aire i als EUA, els portaequipatges van augmentar el consum total de combustible en un 1%. A causa de l'augment de la resistència al vent, els portaequipatges poden afegir soroll a alta velocitat. En el cas de cofres, muntar el portaequipatges al revés pot reduir la resistència de l'aire.
En instal·lar els portaequipatges, és important carregar correctament les barres, d'acord amb el manual del propietari. Quan es condueix per carretera, cal carregar el pes permès menys el pes del kit del portaequipatges. Si es planeja utilitzar els portaequipatges per a la conducció fora de la carretera, el pes permès s'ha de dividir per 2, i aquesta serà la quantitat que es permetrà portar als portaequipatges en aquestes condicions de conducció.

## Accessoris
Porta-esquís, Porta-bicicletes, Cofres de sostre
Són derivacions d'un portaequipatges dissenyades per instal·lar-se al damunt. Els porta-esquís tenen uns accessoris (alguns amb clau antirobatori) que permeten fixar els esquís per sobre el pla format per les barres. Els Portabicicletes permeten transportar-les fixades de manera ferma sobre el portaequipatges. Els cofres s'utilitzen com porta-esquís o com a maleta adicional,